# FV4201 치프틴
FV4201 치프틴(영어: Chieftain)은 1960년대와 1970년대의 영국의 주력전차였다. 이는 당시에 가장 진보된 전차에 속했고, 주포와 장갑은 1970년대 후반까지는 가장 강력했다. 치프틴은 또한 뒷쪽으로 드러누운 조종사의 위치를 채택하여, 차체의 높이를 낮추고 경사를 크게 기울였다.

## 개관
치프틴은 제2차 세계 대전 말기에 등장한 센츄리온 계열 전차의 혁명적인 발전을 이루었다. 영국은 전쟁 기간 동안 그들의 전차가 적군에 비교하여 방어력과 화력이 충분하지 않아 당시의 우수한 독일 전차와 대면했을 때에 많은 사상자를 내게 된다는 것을 알게 되었다.
센츄리온 개발에 참여했던 레일랜드(Leyland)는 1956년 새로운 전차의 설계 원형을 만들어 내었고, 새 전차를 위한 국방성 설명서를 제작하게 되었다. 설계는 1960년대 초반에 받아들여졌다. 치프틴은 가능한 만큼 방어되도록 하였으며, 강력한 120 mm 강선포를 장착하였다. 무거운 장갑은 기동력을 감소시켰으며, 특히 엔진 출력은 제한되어 치프틴의 단점이 되었다. 선택된 엔진은 예상보다 출력이 좋지 않았다.

## 설계
치프틴의 설계는 크게 경사진 차체와 포탑을 포함한다. 현가장치는 ‘홀스트만 보기(Horstmann bogie)’형으로, 궤도를 보호하기 위해 측면에 스커트가 있었다. 엔진은 2행정의 서로 마주보는 대향 피스톤이었고, 가솔린과 디젤 모두를 사용할 수 있었다.
이스라엘이 치프틴의 초기 개발에 참여하였다. 이러한 합작은 영국에 의해 취소되어 이스라엘이 독자적으로 메르카바 주력전차를 개발하게 되는 계기 중 하나가 되었다.

## 운용
다른 유럽의 경쟁 전차들과 마찬가지로, 치프틴은 중동에 많은 수가 판매되었다. 이전의 센츄리언 전차와는 달리, 나토(NATO)나 연방국가에는 채택되지 않았다.
치프틴은 전투에서 그 수행 능력을 입증하였고, 전체적인 개선과 지역적인 요구에 맞추어 강화될 수 있었다. 치프틴 전차는 1990년대까지 꾸준히 개선되다가 치프틴의 영향을 받은 챌린저로 대체되었다. 영국 육군에서는 1995년까지 사용되었다.
치프틴의 첫 원형은 1967년에 도입되었다. 치프틴은 이란, 쿠웨이트, 오만, 요르단이 포함하여 최소한 6개국에 공급되었다. 이스라엘에 대한 판매는 영국 정부에 의해 취소되었다(1969년). 영국 이외에 가장 많이 판매한 나라는 이란으로, 1979년 이란 혁명 전에 1,000대의 'Mk5(P)'를 구입하였다. 개량형인 4030 시리즈가 도입될 예정이었으나, 이에 취소되었다. 전차의 대표적 전투는 1980년 ~ 1988년의 이란-이라크 전쟁이었다.

## 개량형

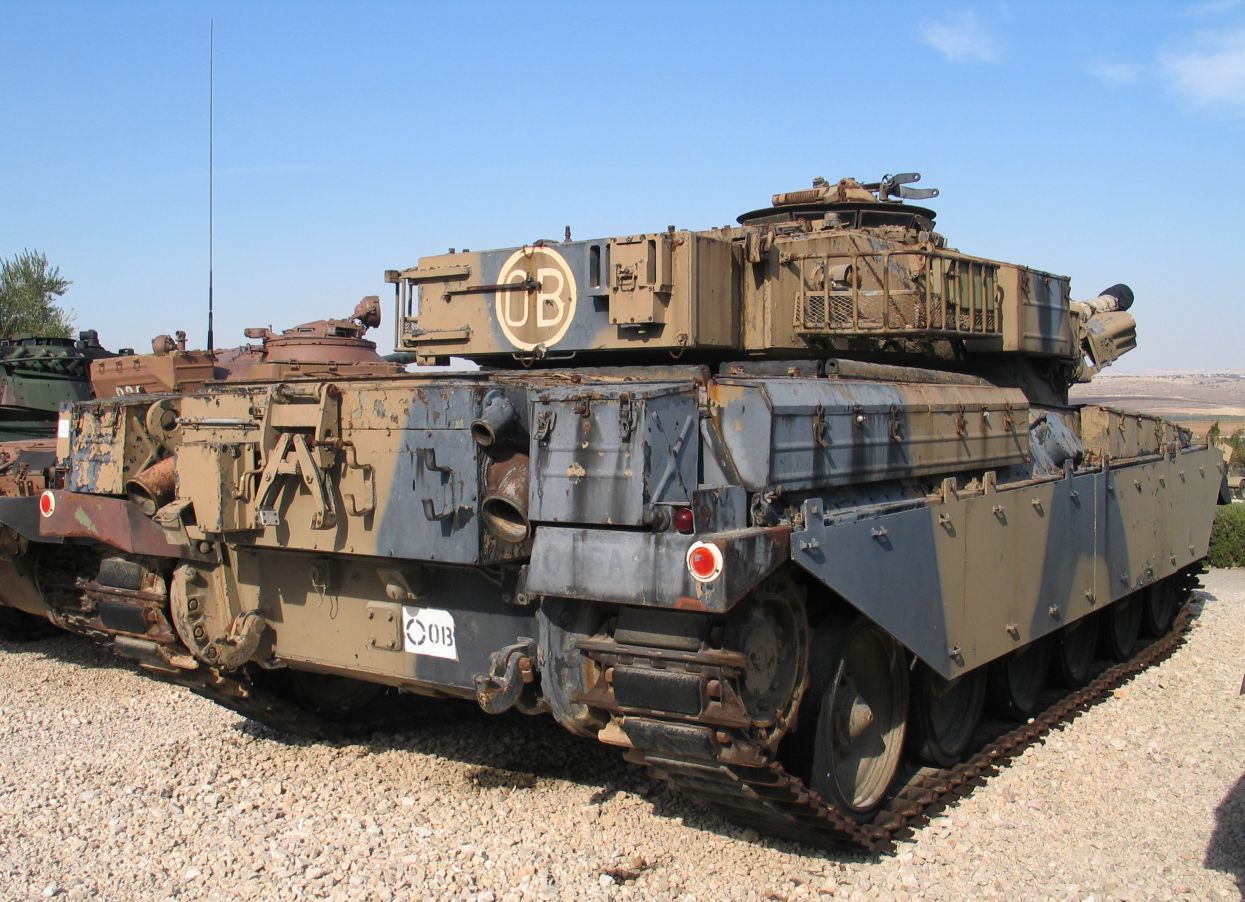
이스라엘 박물관의 치프틴

- 치프틴 Mk 1 : 훈련용 차량, 1965 ~ 1966년.
- 치프틴 Mk 2 : 650 마력 엔진의 최초 모델
- 치프틴 Mk 3 : 장비 추가
- 치프틴 Mk.5 : 동력장치 개선, 화생방 방어 시스템
- 치프틴 Mk.6 ~ 9 : 성능 개선
- 치프틴 Mk.10 : 스틸 브류(Stillbrew)승조원 방호 증가장갑을 포탑 전면과 포탑링을 감싸는 형태로 장착한 모델
- 치프틴 Mk.11 : 탐조등이 제거되고 Thermal Observation and Gunnery System (TOGS)로 명명된 열상장비를 장착한 모델로 Barr and Stroud에서 제조되었다.
- 치프틴 Mk.12/13 : 성능 개선이 제안되었으나, 챌린저 2의 등장으로 취소되었다.
- FV4205 AVLB: 교량 설치 차량
- FV4204 ARV/ARRV : 무장 복구·수리 차량
- 치프틴 막스만: 막스만(Marksman) 포탑 장착
- 치프틴 지뢰제거차량 :
- 치프틴 AVRE : 치프틴 전투공병차량(공병전차)
- 치프틴 세이버 : 1쌍의 30 mm AA 포탑
- 칼리드 (Khalid)(4030P2J - P)/Shir 1 : 요르단/이란에서 사용
- 무기수송차량
- 셔2 (Shir 2) : 이란에서 주문하였으나, 이란 혁명으로 수출이 중단된 것이다. 이로 인해 방산업체들이 도산 위기에 처하자 영국 육군이 급히 셔2를 챌린저1로 채용하게 된다.

## 같이 보기
- 레오파르트 1
- M60 전차
- T-62
- T-72
- T-64